# Udvarom, udvarom
Az Udvarom, udvarom kezdetű magyar népdalt Vikár Béla gyűjtötte 1902-ben az Udvarhely vármegyei Csekefelván.
Dallamára énekelhető a 16. zsoltár.
A szövegre gyakran a Csillagok, csillagok dallamát éneklik.

## Kotta és dallam
| Udvarom, udvarom, szép kerek udvarom, nem söpör már többet az én gyenge karom. | Udvarom közepén van egy szál cédrusfa, ahhoz van megkötve egy szép pejparipa. | Föl is van nyergelve, föl van kantározva, gyere kisangyalom, bújdossunk el rajta. |

## Felvételek
- Udvarom, udvarom. Pásztortűz együttes  YouTube (2015. november 29.)  (Hozzáférés: 2016. április 27.) (audió)
- Udvarom, udvarom. Rejtőző együttes  YouTube. Eger (2010)  (Hozzáférés: 2016. április 27.) (videó)
- Udvarom, udvarom. Sheket  YouTube. Szeged (2010. február 3.)  (Hozzáférés: 2016. április 27.) (videó)
- 4. Udvarom, udvarom. Laczó Zoltán Vince honlapja (Hozzáférés: 2016. április 27.) (audió) arch feldolgozás vonós kamarazenekarra.